# Kis oroszlánkutya
Az kis oroszlánkutya (Petit Chien Lion) egy francia fajta.

## Történet
Kialakulása az 1500-as évekre tehető. Az európai arisztokrácia körében évszázadokon át igen kedvelt fajta volt. Goy Alba hercegét ábrázoló, az 1700-as évek végén készült festményén is találkozunk vele. Később népszerűsége rohamosan csökkent, 1960 táján a világ egyik legritkább fajtájaként tartották számon. Az utóbbi években – különösen az Egyesült Államokban – ismét népszerűbb ez az értelmes, jó természetű állat. 

## Külleme
Marmagassága 25-33 centiméter, tömege 4-8 kilogramm. Hosszú, selymes szőrzete hagyományosan ún. oroszlánfazonra nyírják, melynek alapján könnyen megkülönböztethető a többi pincsifajtától. Lecsupaszított farka végén egy kis bojtot hagynak, amivel még jobban hangsúlyozzák oroszlánszerű megjelenését. Az így megnyírt kutyák igazi paródiái az állatok királyának. 

## Képgaléria

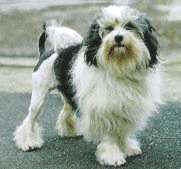
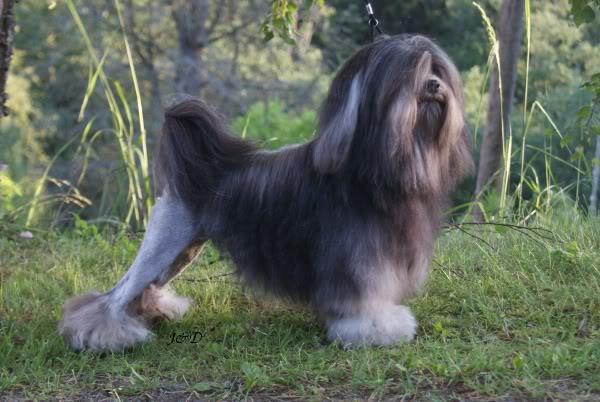
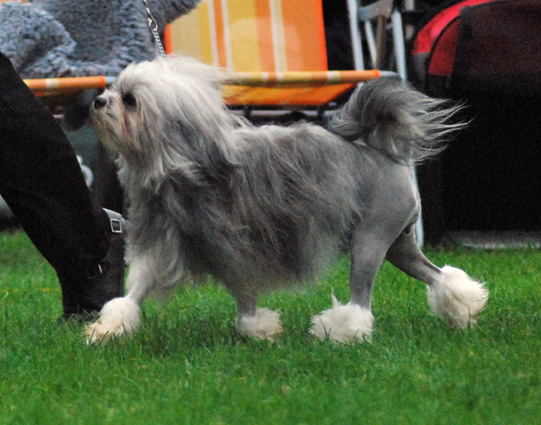

## Jelleme
Természete élénk és ragaszkodó.  